# 雷傑普·塔伊普·艾爾多安體育場
雷傑普·塔伊普·艾爾多安體育場（土耳其語：Recep Tayyip Erdoğan Stadyumu）又稱卡森柏沙體育場（土耳其語：Kasımpaşa Stadyumu），是土耳其伊斯坦堡貝伊奧盧卡森柏沙的一座多功能體育場，大多用於足球比賽，現為職業足球俱樂部卡森柏沙體育會的主場，可容納14,234名觀眾 。2007年至2008年球場進行擴建工程，卡森柏沙體育會改至阿塔圖克奧林匹克體育場進行主場比賽。
此球場得名自曾任土耳其總理與總統的雷傑普·塔伊普·艾爾多安，他出生於伊斯坦堡卡森柏沙，青年時期為當地半職業足球俱樂部的球員。